# 오쿠보 노리노부
오쿠보 노리노부(일본어: 大久保教翅, 1765년 ~ 1796년 8월 11일)는 스루가 마쓰나가 번 제5대 번주, 사가미 오기노 야마나카 번 초대 번주를 지냈다. 오기노 야마나카 번 오쿠보가 제5대 당주.
친부는 하타모토 오쿠보 노리치카이며 노리노부의 6촌형이자 마쓰나가 번 선대 번주 오쿠보 노리미치가 후사없이 사망하여 노리노부가 그의 양자가 되었다.